# 觀塘公眾貨物裝卸區

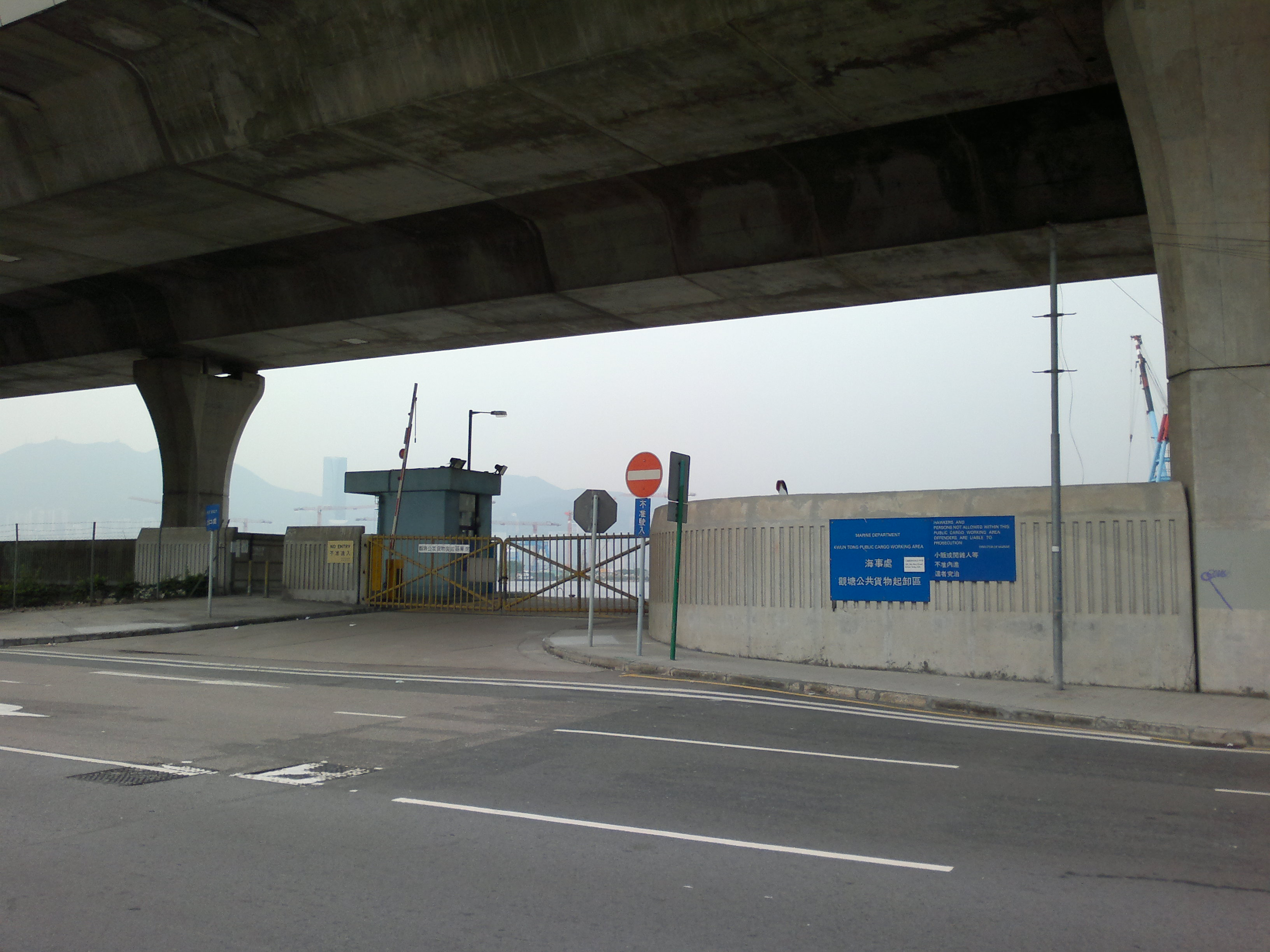
關閉前的觀塘公眾貨物裝卸區

觀塘公眾貨物裝卸區（英語：Kwun Tong Public Cargo Working Area）是香港一座已停用的公眾貨物裝卸區，位於九龍觀塘海濱道100號的海旁，臨近維多利亞港。

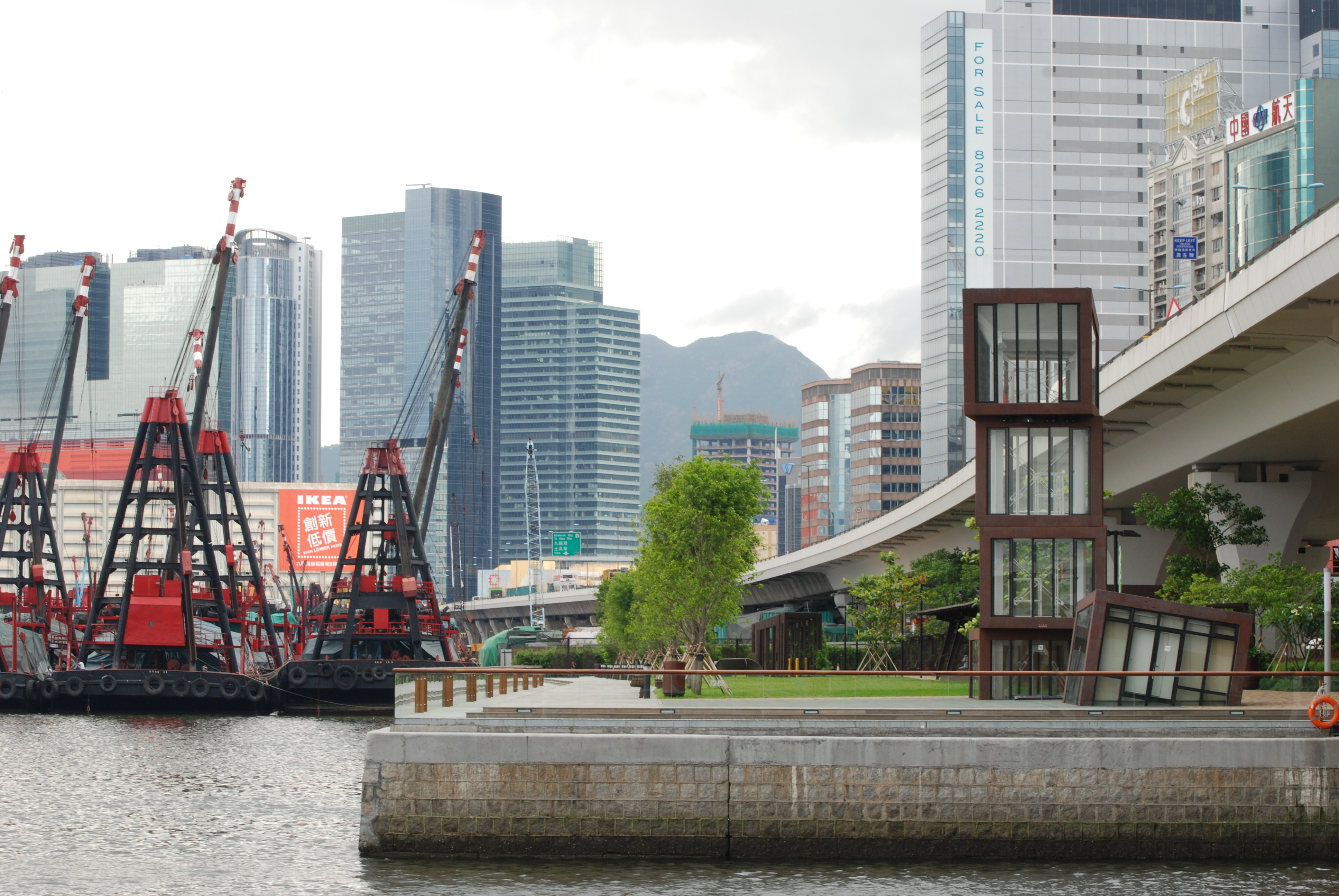
關閉前的觀塘公眾貨物裝卸區
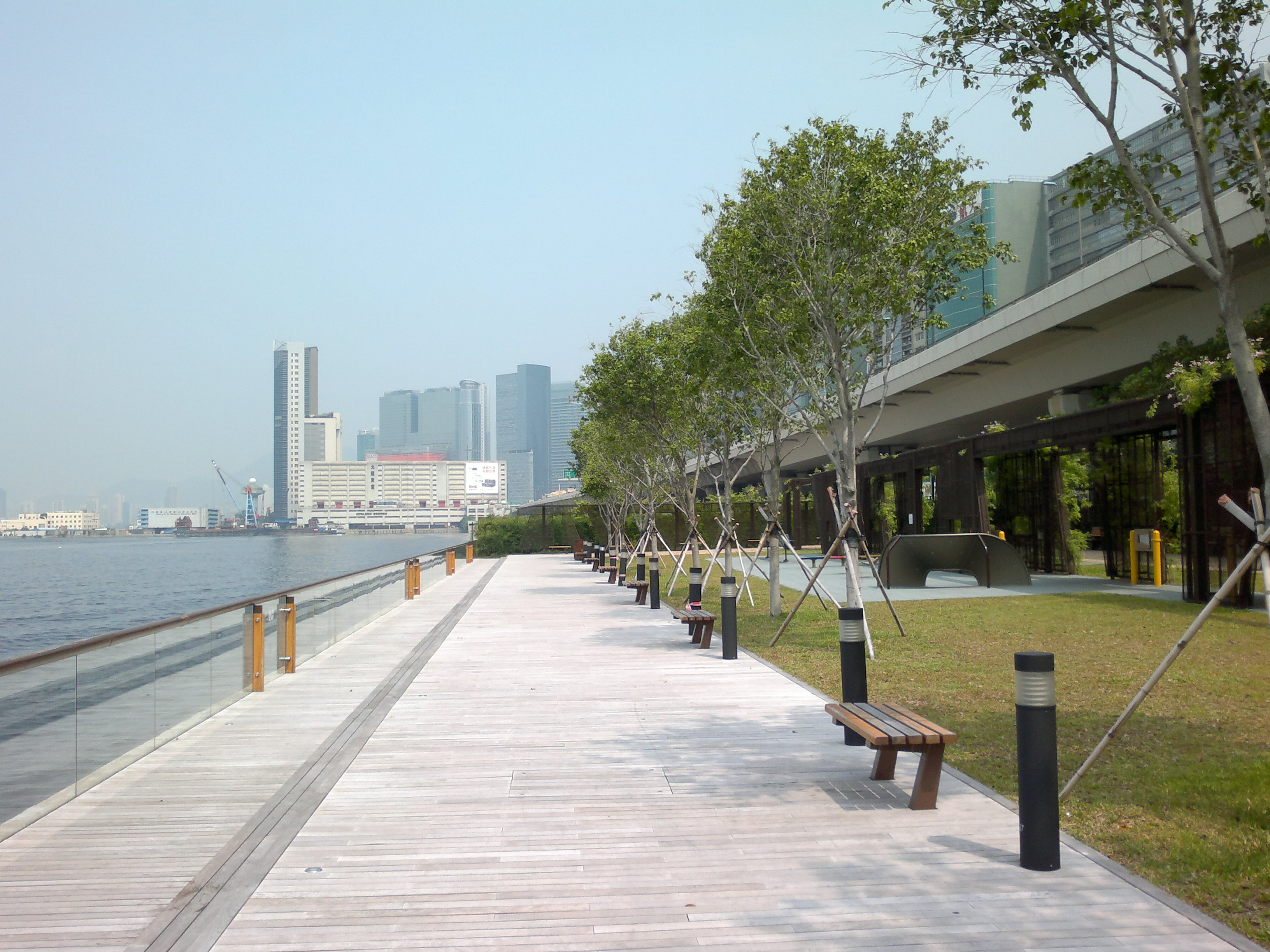
已改建為觀塘海濱花園的觀塘公眾貨物裝卸區

有關部門於2009年6月25日將觀塘公眾貨物裝卸區的範圍縮小，以方便在裝卸區以南興建觀塘海濱花園第一期。貨物裝卸區的範圍為2.3公頃，長約700米。
觀塘公眾貨物裝卸區於2011年12月9日全面關閉，原址將用作興建觀塘海濱花園第二期。
部分空間用作反轉天橋底行動活動場地。